# Merikani Mpangi
Mpangi Merikani né le 4 avril 1967 à Kinshasa en République démocratique du Congo est un joueur de football international congolais (RDC), qui évoluait au poste de gardien de but, avant de devenir ensuite entraîneur. 

## Biographie

### Carrière de joueur

#### Carrière en club
Il effectua ses débuts en 1981 avec le AC Matonge du président Ado Makola où il fut sacré champion de Kinshasa en 1982 en compagnie d’Eugène Kabongo et de son grand frère Merikani Zembla, et lui obtint le surnom de Godys.
En 1983, il fut recruté par le DCMP, au même moment qu’Eugène Bulayima. Les deux gardiens se sont livrés une concurrence terrible entre 1983 et 1993. Cependant Merikani Mpangi était le premier choix chez le DCMP et en équipe nationale et Bulayima fut son éternel remplaçant. Déjà à ses débuts en 1983. Avec le DCMP, il remporte son premier trophée en 1984 avec le challenge papa Kalala. même s'il n’a pas joué la finale face à V. Club, C’est Bulayima qui fut choisi.  C’est en 1985 qu'il jouera sa première finale du challenge papa Kalala en battant AS Kalamu sur le score de 2 à 0.
En 1993, une page d’histoire s’écrit, les deux grands gardiens Merikani et Bulayima quittent définitivement DCMP, malheureusement pour eux juste 1 an après leurs départs, DCMP fut sacré champion en remportant la coupe d’Afrique des vainqueurs des coupes en 1994.
En 1993, Merikani part en Afrique du Sud et signe chez Jomo Cosmos.
En 1994 il signe chez Rabali Blackpool.
En 1995 il signe chez Real Rovers et participe au premier championnat de l’histoire de l’Afrique à la fin de l’apartheid qui réunit des équipes blanches, noirs et métisses en 1996 lors de la saison 1996-1997.
En 1997, il signe chez Santos captown en Deuxième division et met fin à sa carrière en 1998.

#### Carrière en sélection
Il fut le capitaine de l’équipe nationale après la retraite de Kabongo Ngoy et de Muntubile Santos à partir de 1993 et mettra fin à sa carrière internationale en 1996.
Il n’a jamais encaissé un seul but sur la terre zaïroise en équipe nationale. Avec l'équipe du Zaïre, il joue entre 1984 et 1996.
Il figure dans le groupe des sélectionnés lors des Coupes d'Afrique des nations de 1988, de 1992 et de 1996. Il atteint les quarts de finale de cette compétition en 1992 et 1996. Lors de la CAN 1994 en Tunisie, il fut suspendu par la CAF. Il dispute également trois matchs comptant pour les tours préliminaires de la coupe du monde 1990.

## Vie privée
Il est né d'une famille de 8 enfants, il est le frère de Zembla Merikani, Chantal Merikani, les jumeaux Mbo Merikani et Mpia Merikani, Mputu Merikani et Tonton Merikani. Il est le père de Jonathan Bolingi

## Palmarès
DC Motema Pembe
- Coupe du Zaïre (3) :
  - Vainqueur : 1987, 1989 et 1991
- Champion de Kinshasa (3) :
  - Vainqueur : 1985, 1986, 1988
- Challenge Papa Kalala (2) :
  - Vainqueur : 1984, 1985
- Coupe de l’indépendance (1) :
  - Vainqueur : 1992